# CSA Steaua Bucarest (balonmano)
El CSA Steaua București es un equipo de balonmano de la ciudad de Bucarest, Rumanía. El equipo fue fundado en 1949 como parte de la sociedad deportiva CSA Steaua București y es el equipo más exitoso del balonmano rumano con 28 ligas. Actualmente milita en la Liga Națională.

## Palmarés

### Torneos nacionales
- Liga rumana:
  - Campeón (28): 1963, 1967, 1968, 1969, 1970, 1971, 1972, 1973, 1974, 1975, 1976, 1977, 1979, 1980, 1981, 1982, 1983, 1984, 1985, 1987, 1988, 1989, 1990, 1994, 1996, 2000, 2001, 2008

- Liga rumana (con 11 jugadores):
  - Campeón (7): 1950, 1951, 1952, 1954, 1955, 1957, 1961

- Copa de Rumania:
  - Campeón (9): 1981, 1985, 1990, 1997, 2000, 2001, 2007, 2008, 2009

- Copa de Rumania (con 11 jugadores):
  - Campeón (1): 1949

### Torneos internacionales
- EHF Champions League:
  - Campeón (2): 1968, 1977
  - Subcampeón (2): 1971, 1989
  - Semifinalista (3): 1970, 1975, 1986

- EHF Challenge Cup:
  - Campeón (1): 2006

- Copa EHF:
  - Semifinalista (2): 1992–93, 1993–94

- Recopa de Europa :
  - Semifinalista (1): 2009–10

## Plantilla 2024-25
|  | Porteros - 16 Ionuț Ciobanu - 24 Alexandru Pasca Extremos izquierdos - 44 Sabin Constantina - 66 Milan Popović Extremos derechos - 00 Valentin Ghionea - 19 Alexandru Tărîță Pívots - 00 Valentin Neagu - 88 Alireza Mousavi - 90 Nemanja Grbović | Laterales izquierdos - 06 Krsto Milošević - 94 Gabriel Burlacu Centrales - 00 Octavian Bizău - 08 Ovidiu Irimia - 20 Savo Mešter Laterales derechos - 27 Ciprian Șandru - 56 Cosmin Ilie |

## Jugadores notables
| - Cornel Oțelea - Aurel Bulgariu - Olimpiu Nodea - Gheorghe Gruia - Ion Popescu - Cristian Gaţu - Alexandru Dincă - Gabriel Kicsid - Ștefan Orban - Otto Tellman - Iosif Iacob - Mihai Marinescu - Gheorghe Goran - Ștefan Birtalan - Cezar Drăgăniṭă | - Werner Stöckl - Constantin Tudosie - Radu Voina - Vasile Stîngă - Nicolae Munteanu - Petre Constantin - Adrian Ghimeș - Dumitru Berbece - Marian Dumitru - Liviu Ianoș - Ion Belu - Adrian Simion - Viorel Mazilu - Hansi Schmidt - Alin Șania | - Božidar Nadoveza - Obrad Ivezić - Predrag Vujadinović - Božo Rudić - Marius Novanc |

## Entrenadores
| - Aurel Bulgariu (1961) - Olimpiu Nodea (1961) - Otto Tellmann (1961) - Cornel Oțelea (1964) - Iosif Iacob (1964) - Alexandru Dincă (1970) - Gheorghe Goran (1970) - Cristian Gațu (1970) - Mihai Marinescu (1970) | - Ion Popescu (1970) - Gavril Kicsid (1970) - Ștefan Birtalan (1974) - Radu Voina (1974) - Werner Stöckl (1974) - Constantin Tudosie (1974) - Ștefan Orban (1977) - Cezar Drăgăniță (1977) - Nicolae Munteanu (1977) | - Vasile Stângă (1977) - Petre Constantin (1992) - Adrian Ghimeș (1992) - Dumitru Berbece (1992) - Marian Dumitru (1992) - Liviu Ianos (1997) - Ion Belu (2002) - Adrian Simion (2004) |